# Owen Sound Attack
Owen Sound Attack är ett kanadensiskt proffsjuniorishockeylag som är baserat i Owen Sound, Ontario och har spelat i den nordamerikanska proffsjuniorligan Ontario Hockey League (OHL) sedan 1989, när laget blev Owen Sound Platers. De var dessförinnan Guelph CMC's, 1968-1972; Guelph Biltmore Madhatters, 1972-1975 och Guelph Platers, 1975-1989. Man valde 2000 att byta namn från Platers till Attack. De spelar sina hemmamatcher i J.D. McArthur Arena inside the Harry Lumley Bayshore Community Centre, som har en publikkapacitet på 3 500 åskådare. Attack har aldrig vunnit Memorial Cup men en gång OHL för säsong 2010-2011.

## Fostrade spelare
Platers/Attack har fostrat spelare som alla tillhör alternativt tillhörde olika medlemsorganisationer i den nordamerikanska proffsligan National Hockey League (NHL).
| Owen Sound Platers - Sean Avery - Andrew Brunette - Brent Johnson - Adam Mair - Kirk Maltby - Wayne Primeau - Curtis Sanford - Jamie Storr - Scott Walker - Kevin Weekes - Joel Ward | Owen Sound Attack - Josh Bailey - Paul Bissonnette - Mark Giordano - Trevor Lewis - Brian McGrattan - Theo Peckham - Brad Richardson - Bobby Ryan - Andrej Sekera - Andrew Shaw - Wayne Simmonds |